# Hans Ebner (Politiker)
Hans Ebner (* 3. Mai 1889 in Dellach im Drautal, Kärnten; † 15. Dezember 1969 in Pirk, Gemeinde Seeboden, Kärnten) war ein österreichischer Bauer und Politiker des Heimatblocks (HB), des Verbandes der Unabhängigen (VdU) und als Fraktionsloser Abgeordneter.

## Leben und Wirken
Nach dem Besuch einer zweiklassigen Volksschule arbeitete er am väterlichen Bauernhof. Im Ersten Weltkrieg diente Ebner im Kärntner Hausregiment Infanterieregiment Feldmarschall Graf Khevenhüller Nr. 7 und erhielt für seinen Einsatz die Goldene Tapferkeitsmedaille. 1919 war er Kompaniekommandant im Kärntner Abwehrkampf.
Bis 1930 war er Gutsverwalter.
1930 wurde er Nationalratsabgeordneter für den Heimatblock. Am 13. Mai 1932 wurde Ebner auch zum Landesleiter der Kärntner Landesorganisation der Heimwehr, dem „Heimatschutzverband Kärnten“ gewählt. Ein Streit mit der Bundesführung Ernst Rüdiger Starhembergs um die Position zur Lausanner Anleihe führte dazu, dass Ebner am 6. Oktober 1932 als Landesleiter zurücktrat, sich von der Bundesführung lossagte und sich dem Steirischen Heimatschutz anschloss.
Nach dem Anschluss Österreichs wurde er 1938 Präsident des Milch- und Fettwirtschaftsverband „Südmark“ (Steiermark und Kärnten).

## Politische Funktionen
- 1938: Präsident des Milch- und Fettwirtschaftsverbandes „Südmark“
- Reichserbhofberichterstatter in Berlin
- 1949–1956: Abgeordneter zum Kärntner Landtag (17. und 18. Gesetzgebungsperiode), VdU
- Dritter Präsident des Kärntner Landtages

## Politische Mandate
- 2. Dezember 1930 bis 19. August 1932: Abgeordneter zum Nationalrat (IV. Gesetzgebungsperiode), HB
- 19. August 1932 bis 27. Februar 1934: Abgeordneter zum Nationalrat (IV. Gesetzgebungsperiode), ohne Klubzugehörigkeit